# Star Trek (film fra 1979)
 For alternative betydninger, se Star Trek (flertydig). (Se også artikler, som begynder med Star Trek)
Star Trek er en amerikansk science fiction-film fra 1979, instrueret af Robert Wise.

## Medvirkende
- William Shatner som James T. Kirk
- Leonard Nimoy som Spock
- DeForest Kelley som Dr. Leonard McCoy
- James Doohan som Montgomery "Scotty" Scott
- George Takei som Hikaru Sulu
- Walter Koenig som Pavel Chekov
- Nichelle Nichols som Nyota Uhura
- Majel Barrett som Dr. Christine Chapel
- Grace Lee Whitney som Janice Rand
- Persis Khambatta som Lt. Ilia
- Stephen Collins som Willard Decker
- Mark Lenard som klingon kaptajn